# Stationnement automatique
Pour un article plus général, voir Aide au stationnement.

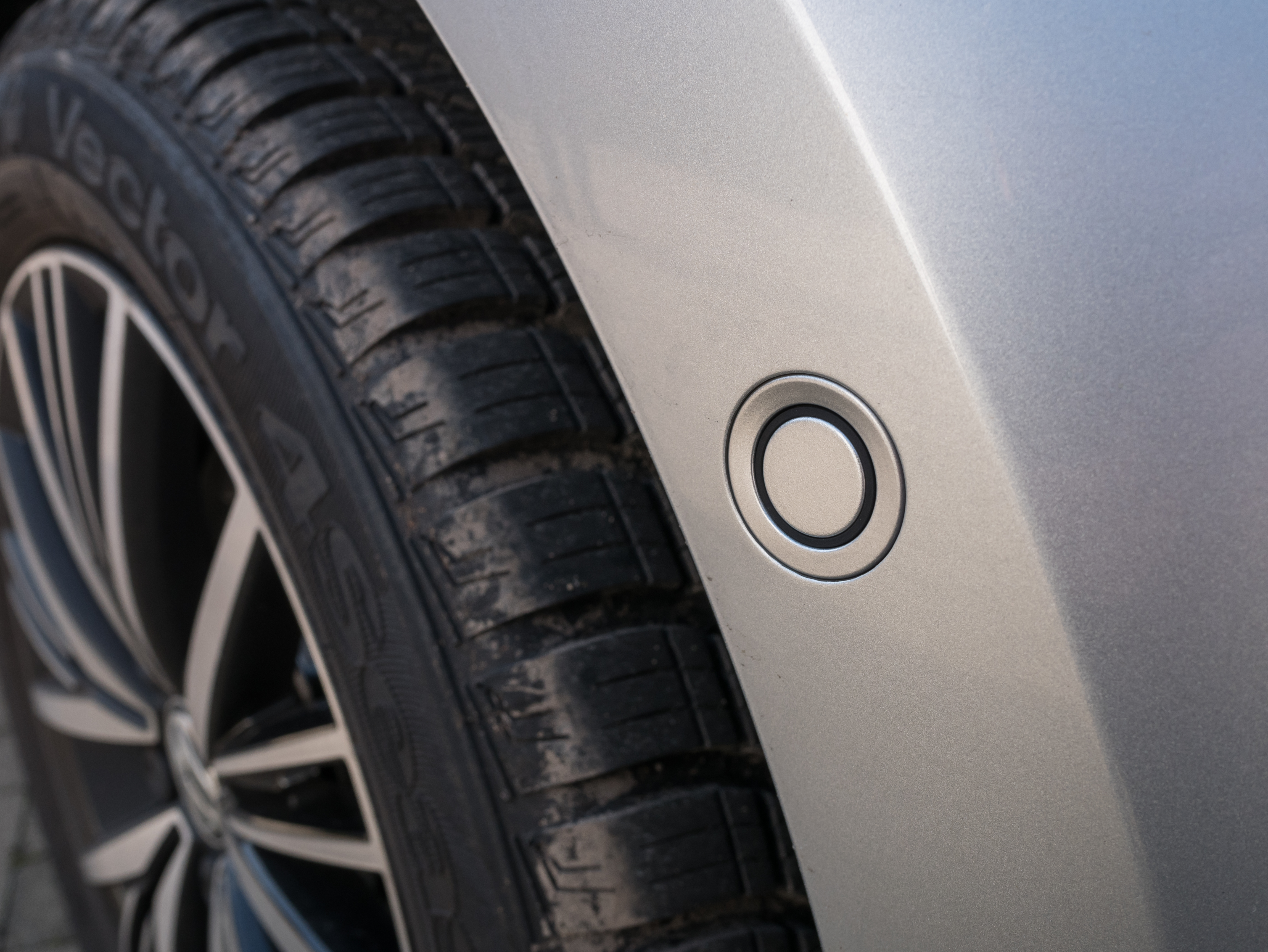
Capteur ultrason utilisé par le stationnement automatique

Le stationnement automatique, également appelé stationnement autonome, ou encore park assist est une aide à la conduite qui automatise des actions du conducteur durant une manœuvre de stationnement.

## Types de systèmes
Il existe trois types de systèmes de stationnement automatique :
- Le parking mains libres, où le système prend le contrôle du volant et laisse le contrôle longitudinal (accélération, freinage) au conducteur[1].
- Le parking mains libres freineur, où le système prend le contrôle du volant et du freinage, et laisse l'accélération au conducteur.
- Le stationnement totalement automatique, où le système prend le contrôle de la direction assistée, de l'accélération et du freinage[2].

Selon les modèles, le système est capable d'aider le conducteur à se garer dans des places en créneau, bataille ou épi. Certains systèmes proposent aussi une assistance pour sortir d'une place.

## Fonctionnement
Le véhicule est équipé de capteurs ultrasons positionnés sur les boucliers avant et arrière, qui sont capables de détecter les obstacles aux alentours. Lorsque le véhicule avance à vitesse modérée, les capteurs latéraux scannent les côtés du véhicule. Quand le système détecte une place disponible, il prévient l'utilisateur. Si l'utilisateur accepte l'emplacement proposé, le système calcule la trajectoire optimale pour se garer, puis prend le contrôle du véhicule,.
Le système est souvent couplé à l'Aide au parking ou à la caméra de recul pour donner des repères au conducteur durant la manœuvre.
Il existe plusieurs manières d'interrompre une manœuvre, comme tenir le volant ou ouvrir une portière.
Certains systèmes permettent l'utilisation d'une télécommande ou d'une application télématique pour stationner automatiquement le véhicule à distance,.

## Règlementation
La fonction de stationnement automatique est limitée à une vitesse de 10 km/h dans les pays appliquant le règlement no 79 : Prescriptions uniformes relatives à l’homologation des véhicules en ce qui concerne l’équipement de direction de la Commission économique pour l'Europe des Nations unies (CEE-ONU)[source insuffisante]
En Allemagne, certain constructeurs obtiennent une certification nationale pour leur système de stationnement automatique sur des parkings privés, considéré de niveau 4 car fonctionnant sans conducteur au volant.

## Entreprises

### Équipementiers automobiles
Les équipementiers automobiles qui proposent ce système sont :
- Bosch[1]
- Valeo[4]

### Constructeurs
Mercedes-Benz prévoit de pouvoir équiper le véhicule Mercedes-Benz EQS avec un logiciel de conduite autonome de niveau 4 dit Intelligent Park Pilot qui sera téléchargeable over-the-air pour être utilisé sur les stationnements prévus à cet effet.

## Démonstrations
En mars 2021, Mercedes réalise une publicité sur une fonction de stationnement autonome dénommée Intelligent Park Pilot. Les nouvelles voitures sont dotées du matériel pour cette nouvelle fonction, mais son utilisation n'est pas possible tant que les infrastructures et les réglementations nationales ne sont pas adaptées pour l'autoriser.
Les essais de cette fonction ont été réalisés à Stuttgart.
En mai 2021, Audi réalise une démonstration de la fonction voiturier automatisé (automated vallet parking) sans personne tenant le volant réalisée par CARIAD, une filiale de Vokswagen à Ingolstadt dans un parking-bâtiment de plusieurs étages.